# Neoneura denticulata
Neoneura denticulata – gatunek ważki z rodziny łątkowatych (Coenagrionidae). Występuje na terenie Ameryki Południowej.